# Животный мир Ладакха
Животный мир Ладакха, а также его фауна впервые изученный Фердинандом Столичкой, австро-чешским палеонтологом, проведшим крупные исследования в регионе в 1870-х. Фауна Ладакха является в общем смысле центральноазиатской, в частности подобна фауне Тибетского плато. Отличие в том, что в Ладакхе много птиц (ок. 225 видов), прилетающих летом из Индии, многие живут на озере Цоморари.

## Птицы

Черношейный журавль, одна из наиболее впечатляющих ладакхских птиц

Зяблики, малиновки и горихвостка-чернушка, удоды встречаются летом. Буроголовая чайка живёт вдоль Инда и на некоторых озёрах Чантана. Водоплавающие: огарь и горный гусь (ладакхи: нгангпа). Черношейный журавль (трхунг-трхунг) встречается редко и Тибете и в Ладакхе. Другие птицы: ворон, клушица (чунгка), гималайский улар и азиатский кеклик (куропатка, сракпа). Бородач и беркут часто встречаются здесь.
Список птиц:
- Снежная куропатка (Lerwa lerwa)
- Тибетский улар (Tetraogallus tibetanus)
- Гималайский улар (Tetraogallus himalayensis)
- Азиатский кеклик (Alectoris chukar)
- Тибетская куропатка (Perdix hodgsoniae)
- Обыкновенный перепел (Coturnix coturnix)
- Черногрудый перепел (Coturnix coromandelica)
- Серый гусь (Anser anser)
- Горный гусь (Anser indicus)
- Огарь (Tadorna ferruginea)
- Серая утка (Anas strepera)
- Свиязь (Anas penelope)
- Кряква (Anas platyrhynchos)
- Широконоска (Anas clypeata)
- Чирок-трескунок (Anas querquedula)
- Чирок-свистунок (Anas crecca)
- Красноносый нырок (Rhodonessa rufina)
- Красноголовый нырок (Aythya ferina)
- Белоглазый нырок (Aythya nyroca)
- Хохлатая чернеть (Aythya fuligula)
- Большой крохаль (Mergus merganser)
- Вертишейка (Jynx torquilla)
- Большой чешуйчатопузый Зелёный Дятел (Picus squamatus)
- Удод (Upupa epops)
- Сизоворонка (Coracias garrulus)
- Индийская сизоворонка (Coracias benghalensis)
- Обыкновенный зимородок (Alcedo atthis)
- Зелёная щурка (Merops persicus)
- Золотистая щурка (Merops apiaster)
- Пёстрая хохлатая кукушка (Clamator jacobinus)
- Обыкновенная кукушка (Cuculus canorus)
- Коэль (Eudynamys scolopaceus)
- Альпийскаий стриж (Tachymarptis melba)
- Чёрный стриж (Apus apus)
- Тихоокеанский стриж (Apus pacificus)
- Малый стриж (Apus affinis)
- Степная совка (Otus brucei)
- Филин (Bubo bubo)
- Домовый сыч (Athene noctua)
- Ушастая сова (Asio otus)
- Болотная сова (Asio flammeus)
- Козодой (Caprimulgus europaeus)
- Сизый голубь (Columba livia)
- Каменный голубь (Columba rupestris)
- Снежный голубь (Columba leuconota)
- Бледноспиный голубь (Columba eversmanni)
- Обыкновенная горлица (Streptopelia turtur)
- Большая горлица (Streptopelia orientalis)
- Малая горлица (Streptopelia senegalensis)
- Пятнистая горлица (Streptopelia chinensis)
- Красная горлица (Streptopelia tranquebarica)
- Кольчатая горлица (Streptopelia decaocto)
- Стерх (Grus leucogeranus)
- Журавль-красавка (Grus virgo)
- Черношейный журавль (Grus nigricollis)
- Водяной пастушок (Rallus aquaticus)
- Коростель (Crex crex)
- Погоныш-крошка (Porzana pusilla)
- Погоныш (Porzana porzana)
- Камышница (Gallinula chloropus)
- Лысуха (Fulica atra)
- Тибетский саджа (Syrrhaptes tibetanus)
- Горный Дупель (Gallinago solitaria)
- Шилохвостый дупель (Gallinago stenura)
- Обыкновенный бекас (Gallinago gallinago)
- Большой веретенник (Limosa limosa)
- Средний кроншнеп (Numenius phaeopus)
- Большой кроншнеп (Numenius arquata)
- Травник (Tringa totanus)
- Поручейник (Tringa stagnatilis)
- Большой улит (Tringa nebularia)
- Черныш (Tringa ochropus)
- Фифи (Tringa glareola)
- Терекский кулик (Xenus cinereus)
- Перевозчик (Actitis hypoleucos)
- Кулик-воробей (Calidris minuta)
- Белохвостый песочник (Calidris temminckii)
- Чернозобик (Calidris alpina)
- Камнешарка (Arenaria interpres)
- Краснозобик (Calidris ferruginea)
- Турухтан (Philomachus pugnax)
- Круглоносый плавунчик (Phalaropus lobatus)
- Водяной фазанчик (Hydrophasianus chirurgus)
- Серпоклюв (Ibidorhyncha struthersii)
- Ходулочник (Himantopus himantopus)
- Шилоклювка (Recurvirostra avosetta)
- Бурокрылая ржанка (Pluvialis fulva)
- Тулес (Pluvialis squatarola)
- Галстучник (Charadrius hiaticula)
- Малый зуёк (Charadrius dubius)
- Морской зуёк (Charadrius alexandrinus)
- Малый песочный зуёк (Charadrius mongolus)
- Чибис (Vanellus vanellus)
- Воротниковая тиркушка луговая (Glareola pratincola)
- Короткохвостый поморник (Stercorarius parasiticus)
- Черноголовый -хохотун (Larus ichthyaetus)
- Черноголовая чайка (Larus brunnicephalus)
- Обыкновенная чайка (Larus ridibundus)
- Малая чайка (Larus minutus)
- Чайконосая крачка (Gelochelidon nilotica)
- Речная крачка (Sterna hirundo)
- Полярная крачка (Sterna paradisaea)
- Малая крачка (Sterna albifrons)
- Белощёкая болотная крачка (Chlidonias hybridus)
- Белокрылая болотная крачка (Chlidonias leucopterus)
- Скопа (Pandion haliaetus)
- Хохлатый осоед (Pernis ptilorhynchus)
- Дымчатый коршун (Elanus caeruleus)
- Чёрный коршун (Milvus migrans)
- Орлан-долгохвост (Haliaeetus leucoryphus)
- Бородач (Gypaetus barbatus)
- Обыкновенный стервятник (Neophron percnopterus)
- Снежный гриф (Gyps himalayensis)
- Бурый гриф (Aegypius monachus)
- Змееяд (Circaetus gallicus)
- Болотный лунь (Circus aeruginosus)
- Полевой лунь (Circus cyaneus)
- Степной лунь (Circus macrourus)
- Луговой лунь (Circus pygargus)
- Ястреб-перепелятник (Accipiter nisus)
- Ястреб-тетеревятник (Accipiter gentilis)
- Курганник (Buteo rufinus)
- Мохноногий курганник (Buteo hemilasius)
- Малый подорлик (Aquila pomarina)
- Большой подорлик (Aquila clanga)
- Степной орёл (Aquila nipalensis)
- Беркут (Aquila chrysaetos)
- Обыкновенная пустельга (Falco tinnunculus)
- Дербник (Falco columbarius)
- Чеглок (Falco subbuteo)
- Балобан (Falco cherrug)
- Сапсан (Falco peregrinus)
- Малая поганка (Tachybaptus ruficollis)
- Большая поганка (Podiceps cristatus)
- Черношейная поганка (Podiceps nigricollis)
- Яванский баклан (Phalacrocorax niger)
- Большой баклан (Phalacrocorax carbo)
- Малая белая цапля (Egretta garzetta)
- Серая цапля (Ardea cinerea)
- Большая белая цапля (Casmerodius albus)
- Египетская цапля (Bubulcus ibis)
- Индийская жёлтая цапля (Ardeola grayii)
- Обыкновенная кваква (Nycticorax nycticorax)
- Малая выпь (Ixobrychus minutus)
- Большая выпь (Botaurus stellaris)
- Каравайка (Plegadis falcinellus)
- Чёрный аист (Ciconia nigra)
- Обыкновенный жулан (Lanius collurio)
- Рыжехвостый жулан (Lanius isabellinus)
- Длиннохвостый сорокопут (Lanius schach)
- Тибетский сорокопут (Lanius tephronotus)
- Чернолобый сорокопут (Lanius minor)
- Пустынный сорокопут (Lanius meridionalis)
- Сойка (Garrulus glandarius)
- Гималайская сойка (Garrulus lanceolatus)
- Желтоклювая лазоревая сорока (Urocissa flavirostris)
- Обыкновенная сорока (Pica pica)
- Тибетская ложносойка (Pseudopodoces humilis)
- Клушица (Pyrrhocorax pyrrhocorax)
- Альпийская галка (Pyrrhocorax graculus)
- Галка (Corvus monedula)
- Блестящий ворон (Corvus splendens)
- Чёрная ворона (Corvus corone)
- Большеклювая ворона (Corvus macrorhynchos)
- Обыкновенный ворон (Corvus corax)
- Обыкновенная иволга (Oriolus oriolus)
- Чёрный дронго (Dicrurus macrocercus)
- Оляпка (Cinclus cinclus)
- Бурая оляпка (Cinclus pallasii)
- Пёстрый каменный дрозд (Monticola saxatilis)
- Синий каменный дрозд (Monticola solitarius)
- Синяя птица (Myiophonus caeruleus)
- Одноцветный дрозд (Turdus unicolor)
- Чёрный дрозд (Turdus merula)
- Краснозобый дрозд (Turdus ruficollis)
- Дрозд Науманна (Turdus naumanni)
- Певчий дрозд (Turdus philomelos)
- Серая мухоловка (Muscicapa striata)
- Сибирская мухоловка (Muscicapa sibirica)
- Азиатская бурая мухоловка (Muscicapa dauurica)
- Рыжехвостая мухоловка (Muscicapa ruficauda)
- Малая мухоловка (Ficedula parva)
- Черногрудая красношейка (Luscinia pectoralis)
- Варакушка (Luscinia svecica)
- Краснокрылая синехвостка (Tarsiger cyanurus)
- Тугайный соловей (Cercotrichas galactotes)
- Красноспинная горихвостка (Phoenicurus erythronotus)
- Седоголовая горихвостка (Phoenicurus caeruleocephalus)
- Горихвостка-чернушка (Phoenicurus ochruros)
- Обыкновенная горихвостка (Phoenicurus phoenicurus)
- Полевая горихвостка (Phoenicurus hodgsoni)
- Краснобрюхая горихвостка (Phoenicurus erythrogaster)
- Синелобая горихвостка (Phoenicurus frontalis)
- Водяная горихвостка (Chaimarrornis leucocephalus)
- Белоножка (Enicurus scouleri)
- Черноголовый чекан (Saxicola torquata)
- Черноголовая каменка (Oenanthe alboniger)
- Чёрная каменка (Oenanthe picata)
- Каменка-плешанка (Oenanthe pleschanka)
- Пустынная каменка (Oenanthe deserti)
- Каменка-плясунья (Oenanthe isabellina)
- Браминский скворец (Sturnus pagodarum)
- Розовый скворец (Sturnus roseus)
- Краснокрылый стенолаз (Tichodroma muraria)
- Пищуха гималайская (Certhia himalayana)
- Крапивник (Troglodytes troglodytes)
- Обыкновенный ремез (Remiz pendulinus)
- Огненноголовая синица (Cephalopyrus flammiceps)
- Рыжешейная синица (Parus rufonuchalis)
- Большая синица (Parus major)
- Зелёноспинная синица (Parus monticolus)
- Пеночковая синица (Sylviparus modestus)
- Малая береговая ласточка (Riparia paludicola)
- Скалистая ласточка (Hirundo rupestris)
- Деревенская ласточка (Hirundo rustica)
- Нитехвостая ласточка (Hirundo smithii)
- Рыжепоясничная ласточка (Hirundo daurica)
- Городская ласточка (Delichon urbica)
- Желтоголовый королёк (Regulus regulus)
- Длинноклювая пестрогрудка (Bradypterus major)
- Камышовка-барсучок (Acrocephalus schoenobaenus)
- Пёстроголовая камышовка (Acrocephalus bistrigiceps)
- Индийская камышовка (Acrocephalus agricola)
- Садовая камышовка (Acrocephalus dumetorum)
- Расписная синичка (Leptopoecile sophiae)
- Пеночка-теньковка (Phylloscopus collybita)
- Горная пеночка (Phylloscopus sindianus)
- Иранская пеночка (Phylloscopus neglectus)
- Бурая пеночка (Phylloscopus fuscatus)
- Гималайская пеночка (Phylloscopus affinis)
- Индийская пеночка (Phylloscopus griseolus)
- Пеночка Хума (Phylloscopus humei)
- Зелёная пеночка (Phylloscopus trochiloides)
- Длинноклювая пеночка (Phylloscopus magnirostris)
- Тонкоклювая пеночка (Phylloscopus tytleri)
- Полосатая кустарница (Garrulax lineatus)
- Пестрокрылая кустарница (Garrulax variegatus)
- Садовая славка (Sylvia borin)
- Серая славка (Sylvia communis)
- Двупятнистый жаворонок (Melanocorypha bimaculata)
- Тибетский жаворонок (Melanocorypha maxima)
- Малый жаворонок (Calandrella brachydactyla)
- Тонкоклювый жаворонок (Calandrella acutirostris)
- Солончаковый жаворонок (Calandrella cheleensis)
- Индийский жаворонок (Alauda gulgula)
- Рогатый жаворонок (Eremophila alpestris)
- Домовый воробей (Passer domesticus)
- Испанский воробей (Passer hispaniolensis)
- Адамсов снежный вьюрок (Montifringilla adamsi)
- Снежный вьюрок Тачановского (Pyrgilauda taczanowskii)
- Блэнфордов снежный вьюрок (Pyrgilauda blanfordi)
- Древесная трясогузка (Dendronanthus indicus)
- Белая трясогузка (Motacilla alba)
- Большая пёстрая трясогузка (Motacilla maderaspatensis)
- Желтоголовая трясогузка (Motacilla citreola)
- Жёлтая трясогузка (Motacilla flava)
- Горная трясогузка (Motacilla cinerea)
- Пятнистый конёк (Anthus hodgsoni)
- Краснозобый конёк (Anthus cervinus)
- Розовый конёк (Anthus roseatus)
- Горный конёк (Anthus spinoletta)
- Альпийская завирушка (Prunella collaris)
- Гималайская завирушка (Prunella himalayana)
- Рыжегорлая завирушка (Prunella rubeculoides)
- Сибирская завирушка (Prunella montanella)
- Бледная завирушка (Prunella fulvescens)
- Черногорлая завирушка (Prunella atrogularis)
- Шиферная завирушка (Prunella immaculata)
- Вьюрок (Fringilla montifringilla)
- Корольковый вьюрок (Serinus pusillus)
- Черноголовый щегол (Carduelis carduelis)
- Горная чечётка (Carduelis flavirostris)
- Коноплянка (Carduelis cannabina)
- Гималайский вьюрок (Leucosticte nemoricola)
- Жемчужный вьюрок (Leucosticte brandti)
- Краснокрылый чечевичник (Rhodopechys sanguinea)
- Монгольский вьюрок (Bucanetes mongolicus)
- Обыкновенная чечевица (Carpodacus erythrinus)
- Белобровая чечевица (Carpodacus thura)
- Розовая чечевица (Carpodacus rhodochlamys)
- Струйчатая чечевица (Carpodacus rubicilloides)
- Большая чечевица (Carpodacus rubicilla)
- Красногрудая чечевица (Carpodacus puniceus)
- Обыкновенная овсянка (Emberiza citrinella)
- Белошапочная овсянка (Emberiza leucocephalos)
- Горная овсянка (Emberiza cia)
- Скалистая овсянка (Emberiza buchanani)
- Садовая овсянка (Emberiza hortulana)
- Овсянка-крошка (Emberiza pusilla)
- Рыжая овсянка (Emberiza rutila)
- Жёлчная овсянка (Emberiza bruniceps)
- Тростниковая овсянка (Emberiza schoeniclus)

## Млекопитающие

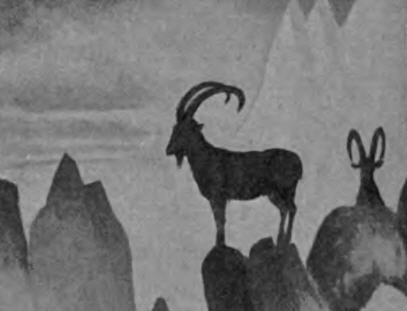
Козерог

Козероги (ладакхи: скин) живущие в горах Европы, Северной Африки и Америке, в числе несколько тысяч живут и в Ладакхе и туристы иногда видят их. Нахур или «голубой козёл» (напо) встречается чаще, он живёт и на востоке в Сиккиме. Тибетская овца - уриал (шапо) встречается редко, поскольку она живёт на низких высотах и вытесняется домашним скотом, их около 1000 осталось. Аргали (ньян), описанные на Памире ещё Марко Поло, встречаются в Ладакхе редко, всего несколько сотен, другие популяции живут в Китае. Крайне редко встречается тибетская газель - дзерен (гова) в северо-восточном Ладакхе, на границе с китайским Тибетом. Кабарга (лхава) уже не встречается в Ладакхе.
Оронго (ладакхи: цос, на индийском английском чиру) сейчас редки, ещё в начале 20 века тысячи оронго паслись на плато Ладакха, но теперь они под угрозой. Их убивали из-за тонкого подшёрстка (урду: шатуш, ладакхи: цоскул), который шёл на одежду богачей и продавался по всей Южной Азии, как статусный символ. Теперь торговля шатушем запрещена.
Дикий осёл (Ладакхи: кьянг) живут на северном плато — Чантхан в числе 1500. Туристы могут видеть их довольно близко, поскольку ослы заметны, пасутся группами и отличаются природным любопытством.

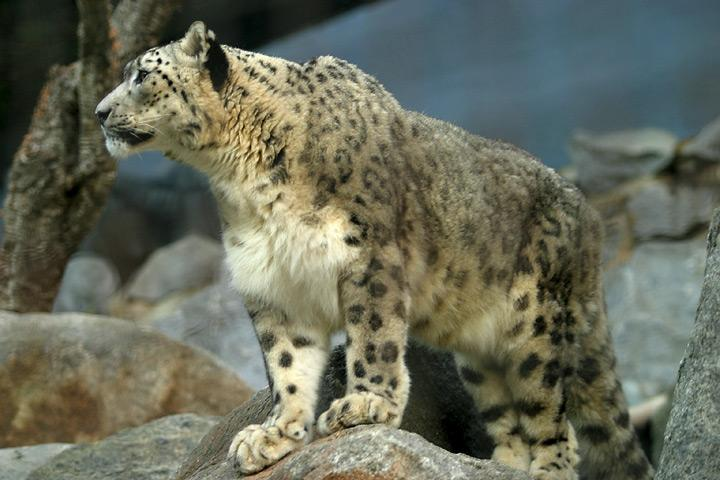
Около 200 Ирбисов живут в Ладакхе, они - признаны вымирающим видом

Ирбис (ладакхи: шан) живёт в горах Центральной Азии на высотах 1800-5400 метров от Гималаев до Саянских гор в России. Он избегает человека и его численность трудно установить, но примерно 200 в Ладакхе. Туристам трудно увидеть его, но зимой можно найти его следы. Другие кошачьи встречаются ещё реже: Рыси (и) всего несколько и Палассовы коты, которых трудно отличить от домашних. Тибетский волк (шангку) истребляется местными жителями, так как он вредит скоту, сохраняется около 300 волков. Есть несколько бурых медведей (дренмо / трет) в долине Суру и около Драса. Красная лисица встречается часто, и тибетская лисица недавно обнаружена в Ладакхе (ваце).
Из малых животных сурки (ладакхи: пхея) встречаются часто, из можно видеть прямо из машины, так как они любят высовываться из нор и смотреть на людей. Зайцы (рибонг), полёвки и пищухи (обе называются рдзабра / забра) встречаются часто.
Список млекопитающих Ладакха (составлен Пфистером):
- Ирбис (Uncia uncia)
- Рысь (Lynx lynx)
- Манул (Otocolobus manul)
- Волк (Canis lupus)
- Обыкновенная лисица (Vulpes vulpes)
- Тибетская лисица (Vulpes ferrilata)
- Красный волк (Cuon alpinus)
- Бурый медведь (Ursus arctos)
- Горностай (Mustela erminea)
- Горная ласка (Mustela altaica)
- Колонок (Mustela sibirica)
- Каменная куница (Martes foina)
- Выдра (Lutra lutra)
- Кианг (Equus kiang)
- Мускусный олень (Moschus chrysogaster)
- Як (Bos grunniens)
- Тибетский дзерен (Procapra picticaudata)
- Оронго (чиру) (Pantholops hodgsoni)
- Нахур (Pseudois nayaur)
- Альпийский горный козёл (Capra ibex)
- Тибетский горный баран (Ovis ammon hodgsoni)
- Уриал (Ovis vignei)
- Байбак (Marmota bobak)
- Длиннохвостый сурок (Marmota caudata)
- Серебристая горная полёвка (Alticola argentatus)
- Центральноазиатская полёвка (Alticola stoliczkanus)
- Капский заяц (Lepus capensis)
- Курчавохвостый заяц (Lepus oiostolus)
- Черногубая пищуха (Ochotona curzoniae)
- Ладакская пищуха (Ochotona ladacensis)
- Нубрийская пищуха (Ochotona nubrica)
- Большеухая пищуха (Ochotona macrotis)
- Индийская пищуха (Ochotona roylei)